# Sorin Chifiriuc

Sorin Chifiriuc, cu formația Domino

Sorin Chifiriuc (n. 2 septembrie 1950, București) este un fost muzician (compozitor, chitarist, basist – chitară bas – și cântăreț) român cunoscut pentru contribuțiile semnificative la dezvoltarea muzicii rock din țara sa, în anii 1970, 1980 și 1990. Începând din anii 1990, Chifiriuc a interpretat și muzică blues.
Este cunoscut de către apropiați prin porecla Skifi.
În anul 2012 s-a călugărit.

## Studii
A absolvit Conservatorul din București la clasa de compoziție, fiind coleg de an cu Dan Andrei Aldea.

## Activitate
A avut o amprentă puternică asupra muzicii tuturor grupurilor în care a activat. Astfel, evoluează în formulele: Curtea Veche nr. 43, Iris, Domino, Sfinx și Roata. Mai puțin cunoscută este cariera sa alături de grupurile Electric Red Roosters, Doi Galbini și Ceata melopoică (condusă de muzicianul Mircea Florian).
Sorin Chifiriuc este recunoscut de către public și evitat de către organele de cenzură pentru nonconformismul său și pentru mișcarea scenică foarte energică. S-a remarcat la chitară și în ipostaza de cântăreț, deși pentru scurt timp (alături de Iris, în anii 1970) a cântat la chitară bas. (Comparabil este aportul chitaristului român Sorin Romanescu la formația Sarmalele Reci.)
Chifiriuc este unul dintre puținii promotori ai subgenurilor punk (aduce influențe Sex Pistols în formația Iris), new wave (alături de grupurile Domino și Sfinx) și post-punk (parțial cu Sfinx, dar îndeosebi cu Roata). Privitor la zona post-punk, muzicianul citează ca influențe formațiile britanice The Stranglers și Cocteau Twins.